# Ковалевский, Антон Анатольевич (украинский футболист)
Антон Анатольевич Ковалевский (2 августа 1984, Киев, Украинская ССР, СССР) — украинский футболист, нападающий, полузащитник.

## Игровая карьера
В футбол начинал играть детской команде ФК «Лепсе». Воспитанник футбольной школы киевского «Арсенала». Последние полтора юношеских года провёл в Школе футбола киевского «Динамо». Однажды по просьбе друзей сыграл за сборную Вооруженных сил Украины со сборной немецкого Бундесвера. На этой игре присутствовал тренер-селекционер «Ворсклы» Орест Баль, который после матча пригласил Антона в Полтаву.
В Полтаве начинал со второй команды, которую возглавлял Олег Моргун. Через полгода дебютировал в высшей лиге. С 2003 по 2005 годы был игроком «Ворсклы». В тот период в Полтаве тренеры менялись по несколько раз за сезон. При Владимире Мунтяне был игроком основного состава. Последователи Владимира Фёдоровича же, для проверки игровых качеств, отправляли футболиста в дубль. Когда в команду пришёл Виктор Носов, Ковалевский, имевший с ним разногласия, был вынужден её покинуть.
Игрок был отдан в аренду в «Нефтяник-Укрнефть», затем перешёл в «Сталь» (Днепродзержинск), а затем — в «Николаев».
Зимой 2008 года агент Ковалевского вышел на связь с украинским тренером Анатолием Писковцом, который незадолго до этого возглавил чемпиона Грузии — «Олимпи» из города Рустави. Писковец взял игрока на Кубок Содружества, после которого Ковалевский получил приглашение попробовать себя в казанском «Рубине». С этой командой Антон прошёл сборы, но заключить контракт не удалось по причине переезда в Казань другого украинского нападающего — Сергея Реброва. Ковалевский вернулся в Грузию. С «Олимпи» занял в чемпионате Грузии итоговое четвёртое место.
В 2008 году некоторое время провёл в белорусском «Гомеле». С 2009 по 2010 года играл в азербайджанском «Туране». В этой команде переквалифицировался из нападающего в полузащитники.
В «Туране» играл вместе с молдавским футболистом Валерием Онилэ. Когда он вернулся на родину, то обратил внимание местных селекционеров на Ковалевского. Так Антон оказался в «Милсами», откуда в 2011 году перешёл в «Зимбру». В составе кишинёвской команды дважды становился бронзовым призёром чемпионата Молдавии (2011, 2012), но полноценным игроком стартового состава не стал.
В 2012 году вернулся на Украину. Выступал в командах низших дивизионов «Олимпик» (Донецк), «Арсенал» (Белая Церковь) и любительской — «Еднисть» (Плиски). Пробовал свои силы в «Белшине» и «Полтаве».
В сентябре 2013 года по приглашению Романа Покоры стал игроком грузинской «Гурии», которую впоследствии покинул ещё до окончания чемпионата из-за того что руководство клуба не выполняло взятые на себя финансовые обязательства. По этой причине трое украинцев — тренер Покора и игроки Ковалевский и Шумейко судились с клубом.
В январе 2014 года поддерживал форму в киевском «Локомотиве».